# Urban IV
Urban IV (łac. Urbanus IV), właśc. Jacques Pantaléon lub Jakub leodyjski (ur. ok. 1200 w Troyes, zm. 2 października 1264 w Perugii) – papież w okresie od 29 sierpnia 1261 do 2 października 1264.

## Życiorys
Był Francuzem; jego ojciec był szewcem, zamieszkałym w Troyes. Jacques studiował w Paryżu prawo i teologię. Był kanonikiem w Laon, potem zaś objął funkcję archidiakona w Liège. Zetknął się tam z objawieniami, jakie otrzymać miała Julianna, przeorysza konwentu augustianek w Mont Cornillon. Twierdziła ona, że Jezus przykazał jej starania o ustanowienie święta ku czci swego Ciała i Krwi.
Jako legat papieża Innocentego IV uczestniczył m.in. w synodzie polskiego Kościoła zwanym synodem wrocławskim (1248), oraz w zawarciu traktatu dzierzgońskiego pomiędzy pogańskimi Prusami a Krzyżakami. Od 1253 był biskupem Verdun. W 1255 papież Aleksander IV uczynił go patriarchą Jerozolimy, skąd powrócił po jego śmierci do Viterbo. Wybrany po trzymiesięcznej papieskiej elekcji, gdyż kardynałowie nie byli w stanie wybrać nikogo z własnego, zaledwie 8-osobowego, grona.
Po wyborze natychmiast mianował 14 kardynałów, w tym sześciu Francuzów. Początkowo, ze względu na wpływy Hohenstaufów w Rzymie, musiał rezydować w Viterbo. Po kilku miesiącach odzyskał władzę w północnych Włoszech, którą utracił jego poprzednik, Aleksander IV. Kwestią, którą musiał się zająć od razu, było rozwiązanie problemu Królestwa Sycylii. Początkowo Urban chciał przekazać koronę francuskiemu królowi, Ludwikowi IX, jednak ten odmówił. Ponadto swoje roszczenia żywił jeszcze Edmund Crouchback, ale papieżowi udało się rozwiązać tę sytuację polubownie. Wkrótce potem Urban podjął decyzję, by koronę królewską oddać młodszemu bratu Ludwika IX, Karolowi Andegaweńskiemu. 17 czerwca 1263 roku papież i Karol I sporządzili dokument, na mocy którego, nowy król zobowiązywał się do płacenia rocznego trybutu (10 tys. uncji złota), udzielania pomocy Kościołowi i że nigdy nie przejmie korony królewskiej w Niemczech. Gdy treść tego dokumentu dotarła do Manfreda, ten natychmiast zaatakował Państwo Kościelne i papież musiał uciekać najpierw do Orvieto, a potem do Perugii. Urban został tam zmuszony do wprowadzenia pewnych zmian, m.in. mianowania Karola I, senatorem rzymskim. Nie uczynił jednak nic, by przełamać bezkrólewie w Niemczech.
Bezskutecznie zabiegał o zorganizowanie krucjaty mającej odnowić Cesarstwo Łacińskie w Konstantynopolu, upadłe tuż przed jego wyborem. Panował tam wówczas Michał VIII Paleolog, z którym papież usiłował nawiązać porozumienie (m.in. cesarz miał uznać siedem sakramentów i nicejskie wyznanie wiary). Zanim jednak udało się pozyskać zgody obu stron, Urban IV zmarł w Perugii 2 października 1264 roku.
Z jego polecenia w latach 1262–1264 przeprowadzono badania kanoniczne w Trzebnicy i we Wrocławiu w procesie kanonizacyjnym Jadwigi Śląskiej, którą Urban, jeszcze jako legat papieski, poznał osobiście podczas pobytu w Polsce.
W 1264 bullą z 11 sierpnia Transiturus de hoc mundo wprowadził święto Bożego Ciała, a jej opracowanie powierzył Tomaszowi z Akwinu. Stało się to podobno na skutek cudu, jaki papież ujrzał w Bolsenie, kiedy to z konsekrowanej Hostii, zaczęła wypływać krew.